# SK Sprint-Jeløy (piłka nożna kobiet)
SK Sprint-Jeløy Kvinner – kobieca sekcja piłki nożnej norweskiego klubu sportowego SK Sprint-Jeløy, mający siedzibę w mieście Moss, na południu kraju, występujący w latach 1984–1996 w rozgrywkach Toppserien.

## Historia
Chronologia nazw:
- 1979: SK Sprint-Jeløy Kvinner
- 27.12.1996: sekcja rozwiązana – po przejęciu kobiecej sekcji przez Athene Moss

Kobieca drużyna piłkarska SK Sprint-Jeløy została założona w miejscowości Moss na początku 1979 roku jako sekcja klubu sportowego SK Sprint-Jeløy. W 1979 zespół przystąpił do rozgrywek o Puchar Norwegii, gdzie dotarł do finału, oraz początkowo występował w turniejach lokalnych, tak jak oficjalne ogólnokrajowe mistrzostwa rozpoczęto dopiero w 1984 roku. W inauguracyjnym sezonie mistrzostw zespół startował w rozgrywkach 1. divisjon, wygrywając grupę Østlandet, a potem w turnieju finałowym zdobywając historyczne mistrzostwo kraju. W 1985 był drugi w grupie Østlandet i po raz pierwszy zdobył Puchar kraju. W następnym sezonie 1986 zdobył dublet, wygrywając mistrzostwo i puchar. W sezonie 1987 cztery grupy pierwszej dywizji zostały połączone, a zespół zajął drugie miejsce. W 1987 i 1988 został zwycięzcą Pucharu, a w 1990 i 1993 mistrzem kraju.
27 grudnia 1996 roku został utworzony Athene Moss, który przejął kobiecą sekcję klubu. Sekcja kobiet została rozwiązana.

## Barwy klubowe, strój, herb, hymn
|  |  |

Klub ma barwy biało-niebieskie. Piłkarki domowe spotkania zazwyczaj grają w białych koszulkach, niebieskich spodenkach oraz niebieskich getrach.

## Sukcesy

### Trofea międzynarodowe
Do chwili obecnej klub jeszcze nigdy nie zakwalifikował się do rozgrywek europejskich.

### Trofea krajowe
| \| \| Zdobyte trofea w rozgrywkach Norwegii (stan na: 31-12-2023) \| |                                                             |      |                              |
| Rozgrywki                                                            | Osiągnięcie                                                 | Razy | Sezon(y)                     |
| Mistrzostwo                                                          | I miejsce                                                   | 4    | 1984, 1986, 1990, 1993       |
| Mistrzostwo                                                          | II miejsce                                                  | 3    | 1987, 1989, 1991             |
| Mistrzostwo                                                          | III miejsce                                                 | 2    | 1992, 1994                   |
| Puchar                                                               | zdobywca                                                    | 4    | 1985, 1986, 1987, 1988       |
| Puchar                                                               | finalista                                                   | 5    | 1979, 1982, 1983, 1984, 1990 |
| II liga                                                              | I miejsce                                                   | 0    |                              |
| II liga                                                              | II miejsce                                                  | 0    |                              |
| II liga                                                              | III miejsce                                                 | 0    |                              |
| Norwegia                                                             | Zdobyte trofea w rozgrywkach Norwegii (stan na: 31-12-2023) |      |                              |

## Poszczególne sezony

### Rozgrywki międzynarodowe

#### Europejskie puchary
Do 2024 roku klub nie uczestniczył w rozgrywkach europejskich.

### Rozgrywki krajowe
| \| Norwegia \| Bilans występów klubu w rozgrywkach piłkarskich Norwegii (Stan na 31 grudnia 2023 r.) \| \| |                                                                                       |        |       |   |   |   |    |    |     |           |        |        |      |
| Poziom | Rozgrywki                                                                             | Sezony | Mecze | Z | R | P | B+ | B– | Pkt | Lata      | Awanse | Spadki | Naj. |
| I | 1. divisjon / Eliteserien / Toppserien                                                | 13     |       |   |   |   |    |    |     | 1984–1996 | 0      | 1      | 1    |
| II | 2. divisjon / 1. divisjon                                                             | 0      |       |   |   |   |    |    |     |           | 0      | 0      |      |
| III | 3. divisjon / 2. divisjon                                                             | 0      |       |   |   |   |    |    |     |           | 0      | 0      |      |
| | Puchar Norwegii                                                                       | 18     |       |   |   |   |    |    |     | 1979–1996 | 0      | 0      | 1    |
| Norwegia                                                                                                   | Bilans występów klubu w rozgrywkach piłkarskich Norwegii (Stan na 31 grudnia 2023 r.) |        |       |   |   |   |    |    |     |           |        |        |      |

## Piłkarki, trenerzy, prezydenci i właściciele klubu

### Trenerzy
...

## Struktura klubu

### Stadion
Drużyna rozgrywa swoje mecze domowe w Moss na stadionie Bellevue, który może pomieścić 1.000 widzów.

## Kibice i rywalizacja z innymi klubami

### Derby
- Asker
- Kolbotn
- LSK Kvinner
- Røa
- Stabæk
- Vålerenga